# Leucophanes rodriguezii
Leucophanes rodriguezii är en bladmossart som beskrevs av C. Müller 1895. Leucophanes rodriguezii ingår i släktet Leucophanes och familjen Calymperaceae. Inga underarter finns listade i Catalogue of Life.